# Contrainte judiciaire
Ne doit pas être confondu avec Contrainte pénale ou Contrôle judiciaire en droit français.
En France, la contrainte judiciaire consiste à incarcérer ou maintenir en détention une personne solvable pour défaut de paiement de certaines[pas clair] amendes, auxquelles elle a été condamnée par le Trésor public ou l’administration des douanes. Elle était avant appelée contrainte par corps.

## Textes législatifs
La contrainte judiciaire est prévue par les articles 749 et suivants du Code de procédure pénale.
Elle est ordonnée par le juge d'application des peines et s'applique:

« En cas d'inexécution volontaire d'une ou plusieurs condamnations à une peine d'amende prononcées en matière criminelle ou en matière correctionnelle pour un délit puni d'une peine d'emprisonnement »

## Durée
Sa durée maximale est fixée en fonction de l'amende à payer et est de :
- 20 jours : amende entre 2 000 et 4 000 euros ;
- 1 mois : amende entre 4 000 et 8 000 euros ;
- 2 mois : amende entre 8 000 et 15 000 euros ;
- 3 mois : amende supérieure à 15 000 euros.

## Personnes non concernées
Elle n’est pas applicable :
- aux mineurs ;
- aux personnes de plus de 65 ans lors de la condamnation ;
- aux personnes insolvables sur justificatif ;
- simultanément contre les personnes d'un même couple.
- aux personnes non condamnées.

## Procédure
Elle peut s’exercer cinq jours après le commandement de payer.
Si le commandement est signifié et date de moins d’un an, le Procureur de la République peut requérir le juge de l'application des peines  (JAP) pour prononcer la contrainte judiciaire et délivrer des mandats.
Cette décision peut être frappée d’appel et le JAP peut accorder des délais de paiement ou ajourner sa décision pour une durée maximale de 6 mois.
L’exécution de l’emprisonnement est effectuée dans un quartier spécifique, sous le régime commun des condamnés.
La contrainte judiciaire étant destinée à faire pression sur le condamné afin qu'il paie les amendes auxquelles il a été condamné, et non à s'y substituer, les condamnations pécuniaires restent dues même après l’exécution de l’emprisonnement.